# Google Search Console
O Google Search Console (anteriormente, Google Webmaster Tools) é um serviço gratuito para webmasters gerenciado pelo Google. Ele permite que os webmasters verifiquem o status de indexação e otimizem a visibilidade de seus sites.
A partir de 20 de maio de 2015, o Google renomeou o Google Webmaster Tools para Google Search Console.  Em janeiro de 2018, o Google introduziu uma nova versão do Search Console, com uma interface de usuário atualizada e melhorias.

## Características
As ferramentas permitem que o webmaster:
- Envie e verifique um sitemap e também ajuda os webmasters a verificar se há algum erro com o sitemap.
- Verifique e defina a taxa de rastreamento e visualize estatísticas sobre quando o Googlebot acessa um site específico.
- Escreva e verifique um arquivo robots.txt para ajudar a descobrir acidentalmente as páginas bloqueadas no arquivo robots.txt.
- Liste páginas internas e externas vinculadas ao site.
- Obtenha uma lista de links que o Googlebot teve dificuldade para rastrear, incluindo o erro que o Googlebot recebeu ao acessar os URLs em questão.
- Veja o que as pesquisas de palavras-chave no Google levaram ao site listado nas SERPs e as taxas de cliques dessas listagens. (Anteriormente chamado de "Consultas de pesquisa"; renomeado em 20 de maio de 2015 para "Search Analytics" com possibilidades de filtro estendidas para dispositivos, tipos de pesquisa e períodos de datas).[2]
- Defina um domínio preferencial (por exemplo, prefira example.com ao invés de www.example.com ou vice-versa), que determina como o URL do site é exibido nas SERPs.
- Destaque para elementos de dados estruturados da Pesquisa do Google que são usados para enriquecer as entradas de resultados de pesquisa (lançado em dezembro de 2012 como Marcador de dados do Google).[3]
- Receba notificações do Google sobre penalidades manuais.[4][5]
- Fornece acesso a uma API para adicionar, alterar e excluir listagens e listar erros de rastreamento.[6]
- Rich Cards uma nova seção adicionada, para melhor experiência do usuário móvel.[7]
- Verifique os problemas de segurança, se houver algum com o site. (Site invadido ou ataques de malware)
- Adicione ou remova os proprietários e associados da propriedade da web.

## Recursos dos relatórios do Search Analytics
- Dados precisos
  - Os relatórios do Search Analytics fornecem relatórios mais precisos do que o relatório de consultas de pesquisa.Os relatórios estão atualizados e fornecem as informações mais recentes possíveis.
- Contagem de páginas individuais
  - Os relatórios analíticos de pesquisa consideram todos os links para a mesma página como uma única impressão.
  - Relatórios separados estão disponíveis para rastrear o tipo de dispositivo e o tipo de pesquisa.
- Contagem de cliques de imagem mais precisa
  - Os relatórios do Search Analytics só contam cliques como cliques em imagens expandidas em um resultado de pesquisa de imagens para sua página. O relatório anterior das Consultas de pesquisa conta todo o clique em uma imagem, expandida ou não, na pesquisa da Web e de imagens.
- Dados consolidados por domínio completo
  - Os relatórios do Search Analytics atribuem todos os cliques, impressões e outros dados de pesquisa a um único nome de host completo.
  - Os subdomínios são considerados entidades separadas pelo Search Console e precisam ser adicionados separadamente.